# Uways II
Uways II ibn Shah Walad (mort el 1421) fou emir jalayírida de l'Iraq. Era fill de l'emir Shah Walad (1410-1411) i de la princesa jalayírida Tandura Khatun. Era un infant quan va pujar al poder (1415) sota regència de la seva mare Tandu, succeint al seu germà Mahmud i governant només al Baix Iraq i Khuzestan com a vassall del timúrida Xah Rukh i amb seu a Shushtar. La mare Tandura va morir poc temps després (vers 1415). Uways II hauria arribat a la majoria d'edat de 15 anys no abans del 1416.
En el seu regnat es van fer dues campanyes contra els kara koyunlu i en la segona va resultar mort el 1421 quan probablement rondava els 20 anys.
El va succeir el seu germà Shah Muhammad que va aconseguir de Shah Rukh que ordenés la retirada de Mirza Ibrahim Sultan cap al Fars, si bé va conservar Huwaiza.